# Twee (roeiboot)
De twee is een boottype in het roeien voor twee personen. Voor boordroeien zijn er ongestuurde en gestuurde tweeën. Voor scullen is er alleen de ongestuurde twee.

## Soorten

### Gladde boten
Qua gladde boten bestaat er één twee voor scullen, de "dubbel twee" of 2x, voor boordroeien zijn er de ongestuurde twee zonder, de "twee zonder" of 2-, en de gestuurde twee, de "twee met" of 2+. In deze drie typen worden wedstrijden op wereldkampioenschappen en de Olympische Spelen geroeid.
De twee zonder is het kleinste boordroeinummer. Dit betekent dat beide roeiers ieder één riem hebben. Hierdoor is, om een goede balans te verkrijgen, een goed samenspel tussen beide roeiers vereist. Bij de ongestuurde varianten, stuurt de voorste roeier, de boeg, omdat hij of zij voorop zit, en het beste zicht heeft op het te varen traject. Om het roer te bedienen is de stuurkabel vastgemaakt aan een van de schoenen, die naar links en naar rechts bewogen kan worden. De goedkopere booten beschikken echter niet over een roer. De boeg stuurt in dit geval met de riemen, door meer of minder kracht te zetten. Omdat de boeg stuurt, geeft hij of zij ook de commando's.
Alleen heren roeien de twee met, de stuurman ligt voor de twee roeiers in de boot.

### C-boten
Met C-boten zijn de vier combinaties mogelijk, scullen en boordroeien, gestuurd of ongestuurd, er is maar één type boot. Wanneer er ongestuurd wordt gevaren, moet op de plaats van de stuurman ballast worden neergelegd.  In het algemeen worden C2's niet wedstrijden gebruikt, maar bij bijvoorbeeld de Elfsteden Roeimarathon worden alleen maar C2's toegelaten.

## Foto's van verschillende typen

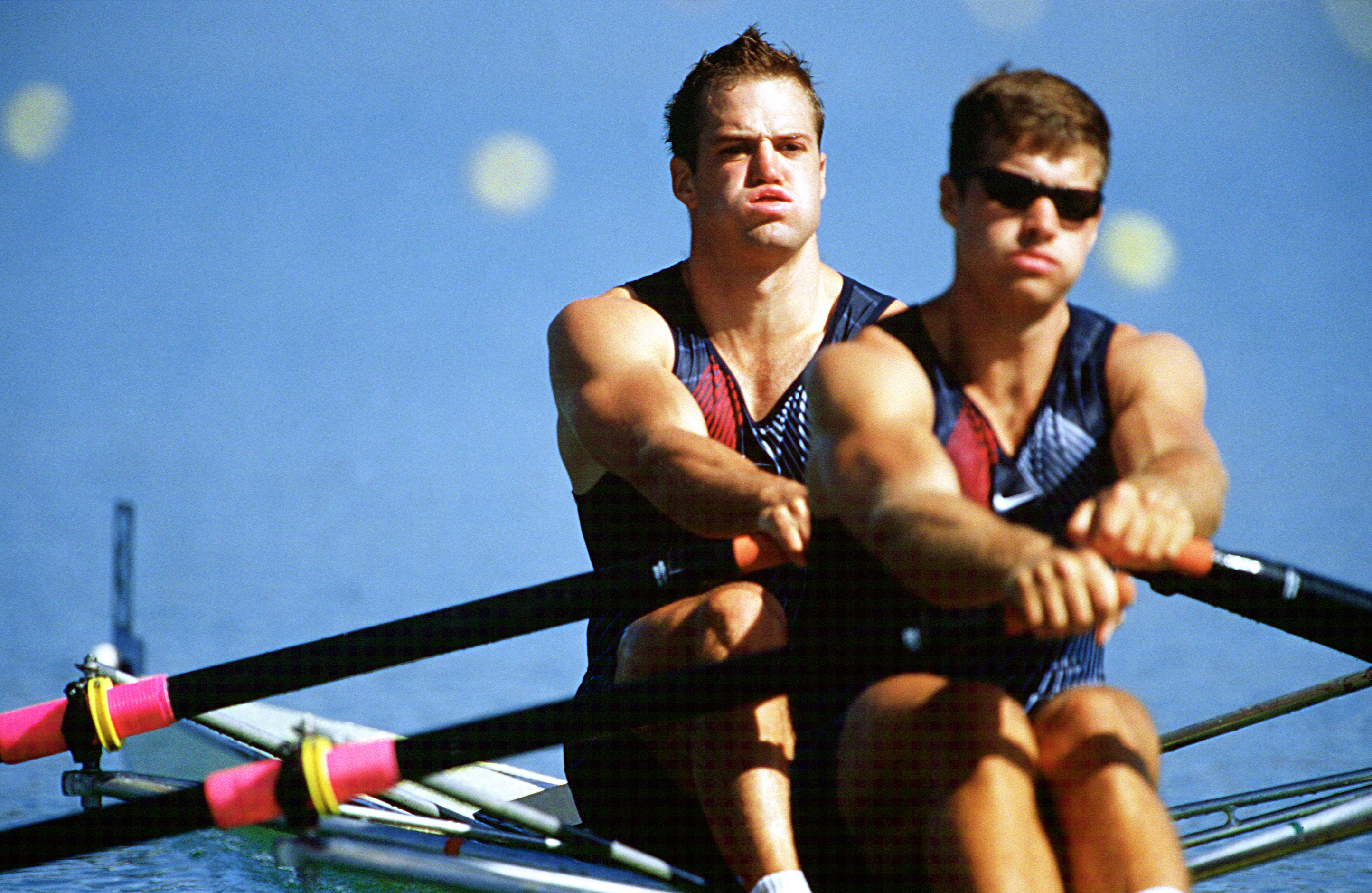
2x of dubbel 2
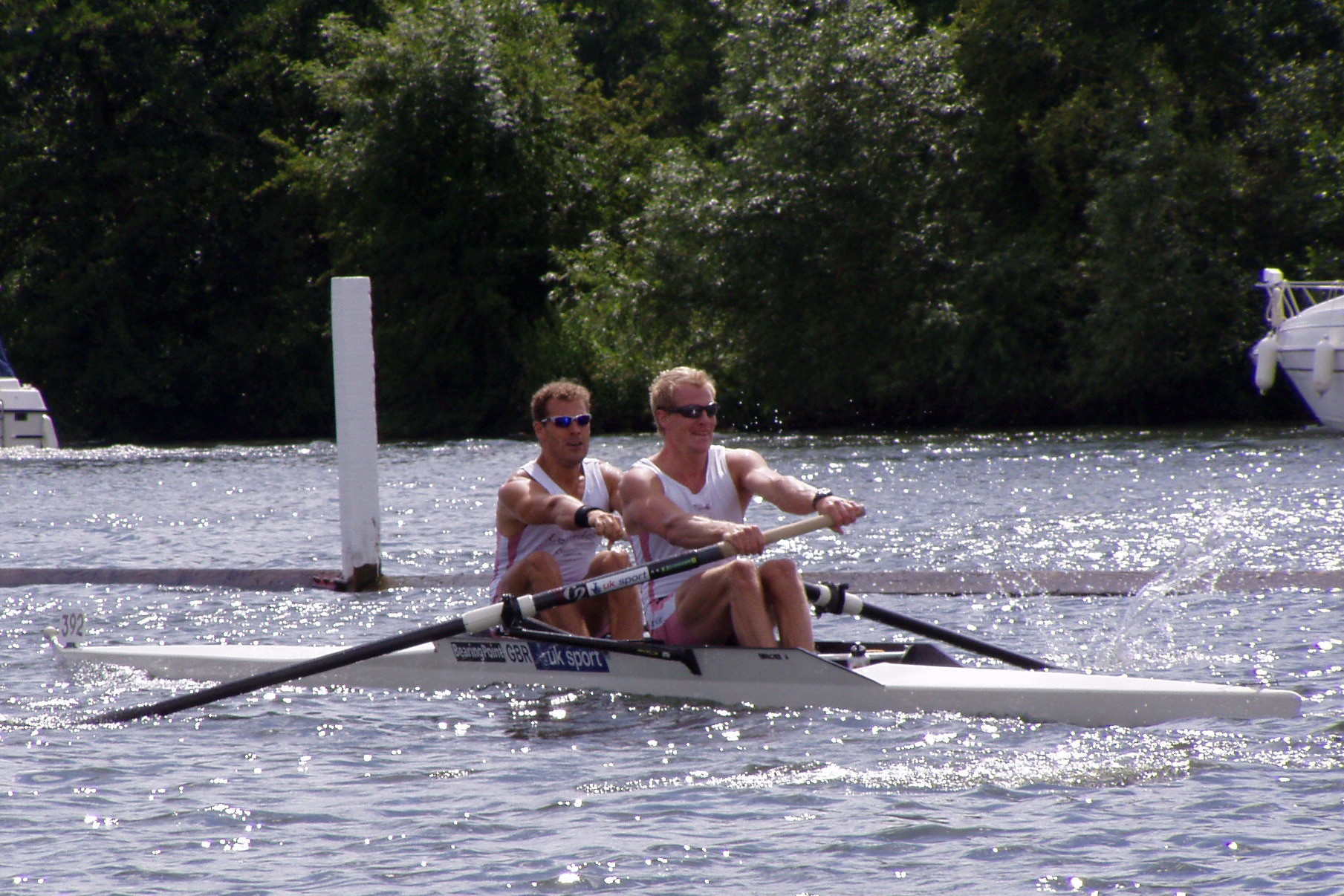
2- of twee zonder
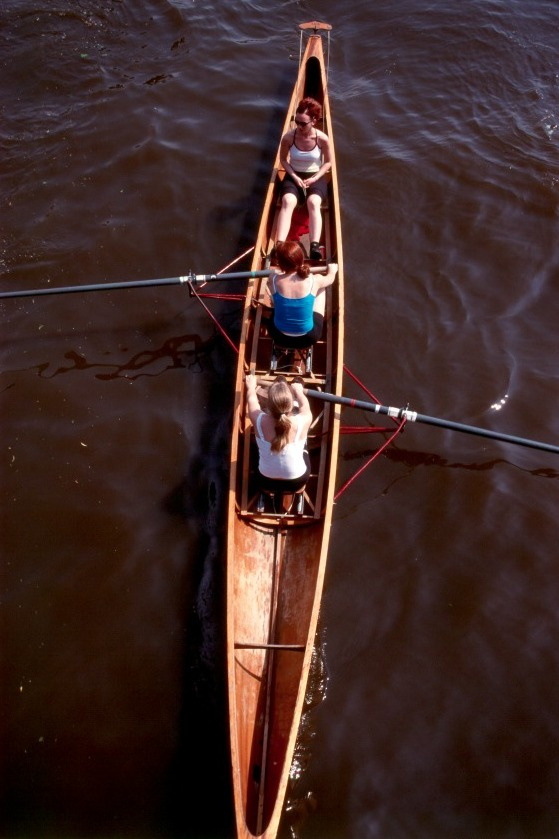
C2+